# Пуаро, Эрве
Эрве́ Пуаро́ (фр. Hervé Poirot) — французский кёрлингист и тренер по кёрлингу.
В качестве тренера мужской сборной Франции участник чемпионата мира 2004 и трёх чемпионатов Европы.
Как второй тренер участвовал в подготовке мужской сборной Франции к демонстрационному турниру по кёрлингу на зимних Олимпийских играх 1992.

## Результаты как тренера национальных сборных
| Год  | Турнир                                       | Сборная           | Место |
| ---- | -------------------------------------------- | ----------------- | ----- |
| 2003 | Чемпионат Европы по кёрлингу 2003            | Франция (мужчины) | 7     |
| 2004 | Чемпионат мира по кёрлингу среди мужчин 2004 | Франция (мужчины) | 10    |
| 2005 | Чемпионат Европы по кёрлингу 2005            | Франция (мужчины) | 11    |
| 2007 | Чемпионат Европы по кёрлингу 2007            | Франция (мужчины) | 7     |